# Краљевина Хрватска (1526—1867)
Краљевина Хрватска (лат. Regnum Croatiae, мађ. Horvát Királyság; позната и као Банска Хрватска) је у раздобљу од 1526. до 1867. године била једна од крунских земаља (круновина) у саставу Краљевине Угарске, са којом је чинила део Хабзбуршке монархије, односно Аустријске царевине. Током овог раздобља, дошло је до значајних промена у геополитичком значењу појма Хрватске. Све до Бечког рата (1683−1699), државно подручје Краљевине Хрватске обухватало је само матичне хрватске области између Јадрана и Гвозда, док су области између Покупља и Драве (тадашња горња, односно стара Славонија) припадале суседној Краљевини Славонији. Тек након ослобођења доње, односно нове Славоније, геополитички појам Славоније је током 18. века сведен на ослобођено подручје, док је стара област горње Славоније подведена под појам Хрватске. Упоредо са ширењем појма Хрватске, током овог раздобља је започео и процес хрватизације.
До ширења појма Хрватске је дошло услед постепеног управног обједињавања Краљевине Хрватске са суседном Краљевином Славонијом. Већ од краја 15. века, поменуте краљевине су имале заједничког бана, а кључни корак ка стварању заједничке државне управе учињен је 1558. године, када је Сабор Краљевине Хрватске спојен са Сабором Краљевине Славоније. Међутим, тиме није било извршено стварање јединствене хрватско-славонске краљевине (што је учињено тек 1867. године), већ је свака од поменутих краљевина задржала своју државно-правну посебност, у оквиру заједничке управне структуре. Од тог времена, земаљским пословима обе краљевине је поред заједничког бана управљао и заједнички сабор, а локалну власт су као и до тада вршиле жупаније. Управно седиште заједничког сабора и бана налазило се у Загребу. Становништво су чинили претежно Хрвати и Срби, као и етнички Славонци у областима старе Славоније, која је током овог раздобља подведена под појам Хрватске.

## Историја
Велика прекретница у историји читаве Угарске, укључујући и Хрватску, означена је трагичним исходом Мохачке битке (1526), након чега је дошло до избијања унутрашњег рата око наслеђа краљевске власти. На државном сабору у Пожуну, који је одржан 17. децембра 1526. године, проглашен је избор Фердинанда I Хабзбуршког за новог краља Угарске, Далмације, Хрватске, Славоније и свих осталих круновина које су се рачунале као земље круне Светог Стефана. Одлуку угарског сабора је потом примио и хрватски сабор, на свом заседању које је одржано од 31. децембра 1526. до 1. јануара 1527. године у утврђеном граду Цетину (Цетински сабор). Пожунским избором и цетинском потврдом, Хрватска је заједно са осталим угарским земљама добила владара из династије Хабзбурга.
Током 16. и 17. века, Краљевина Хрватска је услед турског напредовања била сведена на узак појас земљишта, за који је скован назив "остаци остатака" (лат. reliquiae reliquiarum). Ради одбране од турских напада, у пограничним областима је током 16. века створена Војна крајина, која је изузета из управне надлежности земаљских власти Краљевине Хрватске. Крајишко подручје је знатним делом било настањено новодосељеним Србима, који су на основу обављања војне службе (влашка служба у војно-сталешком смислу) стекли знатан степен сампуправе, озваничен Влашким статутима (лат. Statuta Valachorum).
Иако је даље турско напредовање заустављено током Дугог рата (1593-1606), до значајнијег потискивања турске власти дошло је тек током Бечког рата (1683-1699). Склапањем Карловачког мира (1699), непосредна турска опасност је била отклоњена, након чега је током 18. века дошло до низа управних, привредних и осталих друштвених реформи, али без напуштања тадашњег феудалног поретка. Најзначајније реформе предузете су за време владавине цара и краља Јозефа II (1780-1790).
Стварањем централизованог Аустријског царства (1804), отпочело је ново раздобље у историји свих угарских круновина, укључујући и Краљевину Хрватску. Прва половина 19. века била је обележена успоном народних покрета, међу којима је на подручју ове круновине најзначајнији био такозвани Илирски покрет. У исто време, ојачали су и захтеви за политичким одвајањем Хрватске од Угарске, ради добијања повољнијег статуса у оквиру царевине. Ова настојања су дошла до пуног изражаја након избијања Мађарске револуције (1848), када су хрватски сабор и бан Јосип Јелачић прогласили одвајање Хрватске од Угарске, затраживши највиши степен земаљске самоуправе у оквиру царевине. Царским уставом из 1849. године (чл. 73), потврђена је потпуна одвојеност Хрватске од Угарске.
Мађарски државници нису желели да признају одвајање Хрватске од Угарске, тако да је ово питање постало једно од најзначајнијих питања унутрашње политике. Након дугих преговора, мађарски државници су 1867. године успели да приморају владу у Бечу на склапање Аустро-угарске нагодбе, којом је Хрватска поново укључена у државно-правни поредак Краљевине Угарске. Тада је извршено и потпуно државно-правно спајање Краљевине Хрватске са Краљевином Славонијом, чиме је створена јединствена Краљевина Хрватска и Славонија.